# Caseyville
Caseyville és una vila dels Estats Units a l'estat d'Illinois. Segons el cens del 2000 tenia 4.310 habitants.

## Demografia
Segons el cens del 2000, Caseyville tenia 4.310 habitants, 1.686 habitatges, i 1.126 famílies. La densitat de població era de 268 habitants/km².
Dels 1.686 habitatges en un 28,2% hi vivien nens de menys de 18 anys, en un 46,4% hi vivien parelles casades, en un 14,5% dones solteres, i en un 33,2% no eren unitats familiars. En el 25,8% dels habitatges hi vivien persones soles el 12,6% de les quals corresponia a persones de 65 anys o més que vivien soles. El nombre mitjà de persones vivint en cada habitatge era de 2,48 i el nombre mitjà de persones que vivien en cada família era de 2,98.
Per edats la població es repartia de la següent manera: un 23,3% tenia menys de 18 anys, un 8,7% entre 18 i 24, un 27,9% entre 25 i 44, un 22,2% de 45 a 60 i un 17,9% 65 anys o més.
L'edat mediana era de 39 anys. Per cada 100 dones de 18 o més anys hi havia 89,5 homes.
La renda mediana per habitatge era de 31.512 $ i la renda mediana per família de 36.429 $. Els homes tenien una renda mediana de 30.943 $ mentre que les dones 20.713 $. La renda per capita de la població era de 15.467 $. Aproximadament el 6,8% de les famílies i el 9,8% de la població estaven per davall del llindar de pobresa.

## Poblacions properes
El següent diagrama mostra les poblacions més properes.